# Erikslægten
Erikslægten var den ene af to ætter eller slægter som kæmpede om kongemagten i Sverige mellem 1130 og 1250. Navnet på ætten kommer fra den første konge, Erik den Hellige. Den anden æt var Sverkerslægten.
Erikslægten støttede Varnhems kloster og mange af slægtens medlemmer er begravet der.
Erikslægtens sidste konge var Erik Eriksson den Læspe og Halte, som døde barnløs i 1250 og med ham uddøde slægten på mandssiden. Eriks nevø, Valdemar Birgersson, søn af Birger jarl, arvede kronen, som siden blev overtaget med vold af Valdemars bror Magnus Ladulås.